# Schoenus discifer
Schoenus discifer är en halvgräsart som beskrevs av Tate. Schoenus discifer ingår i släktet axagssläktet, och familjen halvgräs. Inga underarter finns listade i Catalogue of Life.